# Superphosphate
Als Superphosphate werden verschiedene als Dünger eingesetzte Phosphate bezeichnet, die sich durch ihren Phosphatgehalt und wasserunlösliche Nebenbestandteile unterscheiden.

## Geschichte
Etwa zu Beginn der Industrialisierung wurde in den 1830er Jahren zunächst Dünger aus Chile für die Landwirtschaft nach Europa und in das Gebiet des deutschen Bundes als sogenannter „Chilesalpeter“ importiert. Nach der Einführung von Guano aus Peru in den 1840er Jahren kam dann auch erstmals der „künstliche“ Dünger in Form von Superphosphat hinzu, das zunächst nur in England produziert wurde. Nachdem auf dem Gebiet des späteren Deutschen Kaiserreichs der Landwirt Julius Kühn im Jahr 1850 dann aus Knochenmehl und Schwefelsäure im kleinen Maßstab Superphosphat hergestellt hatte, führte das Unternehmen Stackmann & Retschy in Lehrte 1855 „wohl als erste die fabrikatorische Superphosphatherstellung in Deutschland ein“.
Auf Anregung von Justus von Liebig folgte ab dem Jahr 1858 auch die Chemische Fabrik zu Schöningen. Felddüngungsversuche mit Superphosphat aus Schöningen an Zuckerrüben ergaben im Jahr 1859 einen Rekordertrag von 189,4 Zentner pro Morgen. Der ungedüngte Zuckerrübenanbau eines Ackerstücks erreichte dagegen lediglich 90,1 Zentner pro Morgen.
Im Deutschen Reich wurden 1901 etwa 9.000.000 Doppelzentner (entspricht 900.000 t) konsumiert. 2020 waren es nur noch 27.687 t.

## Superphosphat
Der Begriff Superphosphat ist kein normgerechter Name einer chemischen Verbindung, sondern eine Handelsbezeichnung für ein körnig-festes Produkt, das durch Wasser auswaschbares, also wasserlösliches Phosphat enthält.
Zur Herstellung von Superphosphat wird in der Natur vorhandenes, wasserunlösliches Calciumphosphat mit Hilfe von Schwefelsäure aufgeschlossen:
{\displaystyle {\ce {Ca3(PO4)2 + 2H2SO4 + 4H2O -> Ca(H2PO4)2 + 2[CaSO4.2H2O]}}}
So wird wasserlösliches Calciumdihydrogenphosphat neben ca. 60 % wasserunlöslichem Calciumsulfat erhalten. In dieser Mischung ist (umgerechnet) 16–22 Gew.-% P2O5 enthalten.
Das Verfahren zur Herstellung von Superphosphat wurde vom britischen Agrikulturchemiker John Bennet Lawes entwickelt. 1843 begann er mit der Produktion des Kunstdüngers.

## Doppelsuperphosphat
Im Gegensatz zum Superphosphat fällt bei der Herstellung von Doppelsuperphosphat kein unlösliches Calciumsulfat an. Dazu wird unlösliches Calciumphosphat, das in der Natur vergesellschaftet mit Calciumcarbonat vorkommt, mit Phosphorsäure umgesetzt:
{\displaystyle {\ce {Ca3(PO4)2 + 4H3PO4 -> 3Ca(H2PO4)2}}}
Das resultierende Doppelsuperphosphat enthält umgerechnet 35 Gew.-% P2O5.

## Tripelsuperphosphat
Als Tripelsuperphosphat (auch Triplesuperphosphat) wird ein calciumdihydrogenphosphathaltiger Dünger bezeichnet, der umgerechnet einen Gehalt von über 46 Gew.-% P2O5 aufweist. Dies lässt sich beispielsweise erzielen, wenn anstelle der Phosphorsäure technischer Qualität, die für die Herstellung von Doppelsuperphosphat eingesetzt wird, Phosphorsäure mit einer höheren Reinheit verwendet wird.